# Acido malico
L'acido malico, noto anche come acido di mela o acido fruttico in quanto si ritrova nelle mele (in particolare nella buccia) ed in altra frutta, è un acido organico alfa-idrossilato, presente sia nelle piante che negli animali, incluso l'uomo. Sotto forma del suo anione (-2 H+ rispetto all'acido malico), il malato, è l'intermedio chiave nel principale ciclo di produzione dell'energia cellulare, noto come ciclo di Krebs o ciclo dell'acido citrico, che si svolge all'interno dei mitocondri.
I derivati dell'acido malico sono noti come malati (da non confondersi con i maleati derivati dall'acido maleico).

## Proprietà
L'acido malico, o acido idrossibutandioico o acido idrossisuccinico, è una molecola chirale. L'enantiomero naturale è la forma L, che è anche biologicamente attiva. A temperatura ambiente si presenta come un solido bianco dall'odore tenue. È un composto irritante. Si trova nel vino dove, insieme all'acido tartarico,  è uno dei principali responsabili dell'acidità fissa. Nel vino prodotto in annate poco favorevoli e con uve immature, la sua concentrazione è più elevata e questo causa sapori poco piacevoli: il sapore di mela verde riscontrabile nelle uve immature è dato dall'acido malico.
È un acido facilmente degradabile tramite processi biologici. Ad esempio, con la fermentazione malolattica, viene convertito in acido lattico, che è meno aspro e quindi rende il gusto del vino più morbido. Durante la fermentazione malolattica il pH aumenta in genere di 0,3-0,5 unità. Di qui la necessità, prima della vinificazione, di tenere in considerazione questa perdita di acidità oltre a quella della fermentazione alcolica.

## Funzioni e applicazioni

### Biochimica
Nel corpo umano prende parte alla via metabolica del ciclo di Krebs come prodotto della reazione di idratazione del fumarato catalizzata dall'enzima fumarato idratasi e come precursore dell'ossalacetato. Nelle piante è uno dei costituenti del succo vacuolare e come acido organico ha funzione di riserva. La principale funzione che svolge nelle cellule vegetali è quella di mantenere un idoneo equilibrio omeostatico.

### Alimenti, bevande e integratori
È tra gli additivi alimentari codificati dall'Unione europea, identificato dalla sigla E 296. Utilizzato come acidificante nell'industria alimentare.

### Farmacologia
Grazie alla fisiologica reazione delle ghiandole salivari all'abbassamento del pH della bocca viene usato in formulazioni scialogoghe, cioè stimolanti del flusso salivare, usate principalmente in soggetti affetti da secchezza delle fauci.
Altre applicazioni sono state nel campo del trattamento di ulcerazioni, ferite, ecc,, ma sempre in combinazione con altri agenti disinfettanti.

## Sicurezza
L'acido malico tal quale è irritante per la pelle e per gli occhi.
L'acido malico impiegato in alimenti non pone alcun problema di sicurezza. In Europa, lo Scientific Committee on Food non ha ravvisato alcun bisogno di definire dei valori di riferimento per il quantitativo giornaliero ottimale di ingestione, in forza della facilità di metabolizzazione dell'acido malico da parte dell'uomo.